# Aubry de La Mottraye
Aubry de La Mottraye, né vers 1674 et mort en 1743 à Paris est un voyageur, diplomate, collectionneur et explorateur français, auteur de récits relatifs à ses expéditions.

## Biographie
Huguenot réfugié à Londres en raison de sa foi protestante, Aubry de La Mottraye commence ses voyages en 1696, après avoir reçu une excellente éducation, qui le mène de Paris à Rome, puis de Lisbonne à Londres.
Son deuxième voyage, en 1698, le conduit par bateau de Gravesend (Kent) à Smyrne, en passant par Gibraltar, pour atteindre les îles de la mer Égée. Il explore Patmos et récolte de nombreux spécimens archéologiques. Vers la fin de 1698, il s'établit à Constantinople, où il est possible qu'il agisse là en tant qu'agent de renseignements ou missionné comme intermédiaire dans le cadre d'accords diplomatiques. De Tékéli à Constantinople il parcourt l’Anatolie jusqu’à la mer Noire jusqu'en 1703 : en juillet, il est témoin des tentatives de réformes amorcées par le sultan Mustafa II.
De passage en Angleterre, il rend visite au comte de Tallard, durant son emprisonnement (1704-1711). Il est également possible que La Mottraye, en contact avec Mary Wortley Montagu, épouse de l'ambassadeur britannique auprès la Sublime Porte, ait contribué à lancer la mode d'offrir des fleurs pour marquer certains événements, ayant étudié le langage des fleurs propre à la tradition persane. Cette mode fut également introduite à la cour de Suède en 1727, où La Mottraye séjourna quelques années plus tôt.
Fin 1707, il explore de nouveau les îles de la mer Égée. Entre 1708 et 1710, il voyage entre Constantinople, Malte et Barcelone. Il vend durant ses escales ses nombreuses trouvailles, dont des lots importants de monnaies anciennes.
La Mottraye se lie vers 1711 avec Otto Wilhelm Klinckowström (1683-1731), secrétaire du roi Charles XII de Suède, et le suit à Bender, où durant cinq ans, le souverain et un bataillon trouvèrent refuge après leur cuisante défaite face aux Russes lors de la bataille de Poltava (1709). Des courses continuelles entre Constantinople et Demotica occupèrent La Mottraye jusqu’en 1714. Il partit à l'automne 1715 pour la Suède avec Klinckowström et explora à partir de 1718 la Laponie, et découvre les traces de Jean-François Regnard, dont le récit d'exploration fut amendé par La Mottraye.
En 1720, il retourne en Angleterre, où il travaille pendant quelques années à rédiger un manuscrit sur ses voyages. L'ouvrage est d'abord publié en anglais en 1723 sous le titre A. de la Mottraye’s Travels through Europe, Asia and into parts of Africa, illustré de gravures de William Hogarth, lequel ouvrage est présenté au roi George I par l'auteur. En 1727, une version française a été publiée, avec un contenu remanié, et dont l'auteur se plaint, ce qui conduit à une troisième édition en 1732 chez A. Moetjens à La Haye en anglais et en français. Cette année-là, il publie également à Londres un ouvrage qui examine de manière critique et complémentaire la biographie de Charles XII écrite par Voltaire, lequel lui répond.
Il serait ensuite revenu vivre à Paris où il est mort en 1743.
Le 15 novembre 1758, à Paris, La Condamine précise dans son rapport à l'Académie des sciences que la pratique d'inoculer la variole afin d'en prévenir la contagion avait été observée par La Mottraye à Constantinople et rappelle que cet usage serait fort ancien dans tout l'Empire ottoman.

## Récits de voyage

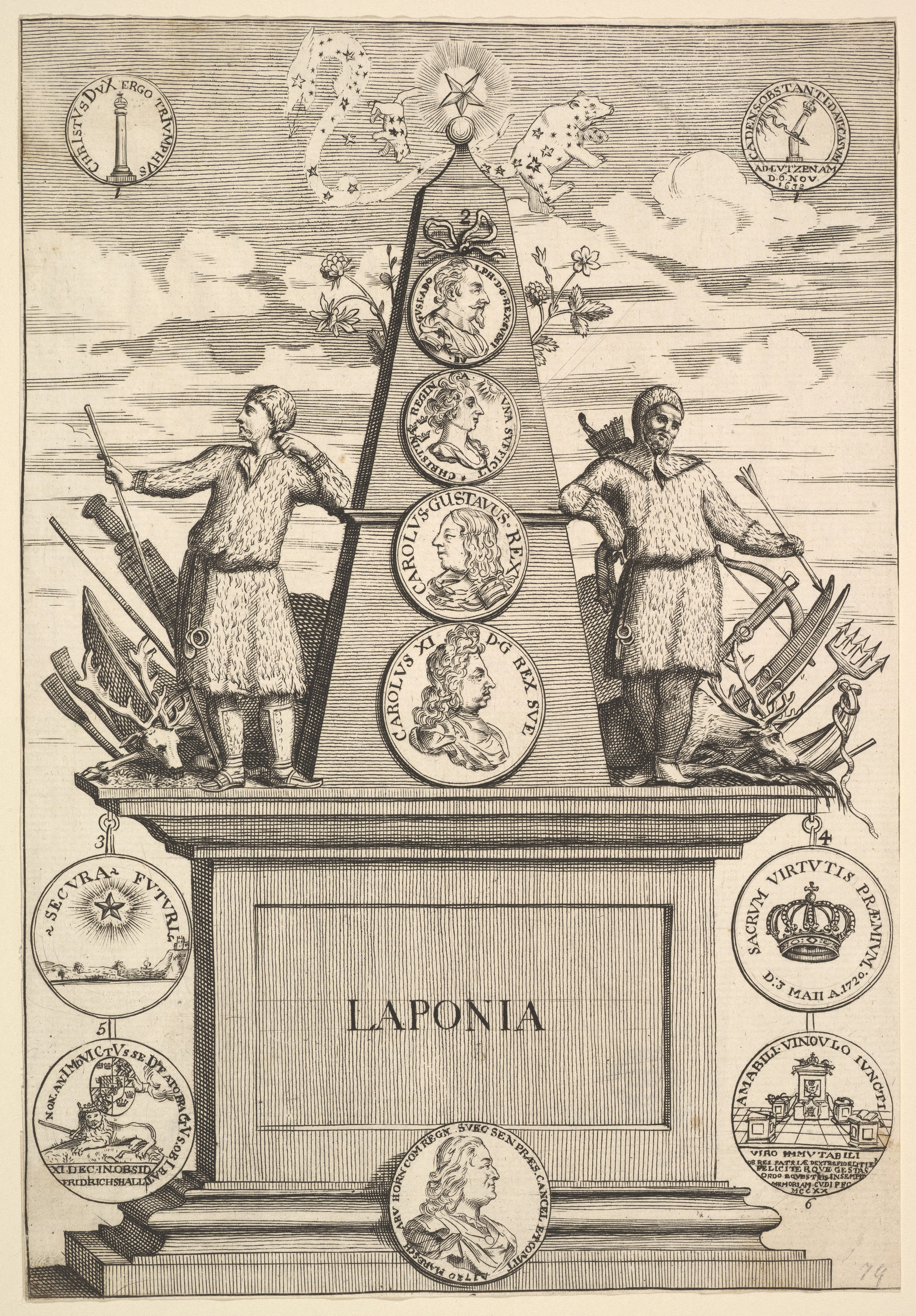
Laponia (1723), gravure de William Hogarth.

- A. de la Mottraye’s Travels through Europe, Asia and into parts of Africa, Londres, 1723, illustré de gravures en fin des volumes par William Hogarth, George Vertue, R. Smith, David Lockley — version numérisée.
- Voyages du Sieur A. de La Motraye, en Europe, Asie et Afrique. Où l’on trouve une grande variété de recherches géographiques, historiques et politiques, sur l’Italie, la Grèce, la Turquie, la Tartarie, Crimée, & Nogaye, la Circassie, la Suède, la Laponie, etc… avec des remarques instructives sur les mœurs, coutumes, opinions &c. des peuples & des païs où l’Auteur a voyagé […], La Haye, T. Johnson & J. Van Duren, 1727 ; illustré des 47 gravures en hors-texte de Hogarth, Vertue & Smith, avec un frontispice de Bernard Picart — Tome I et Tome 2, sur Gallica.
- Voyages, en anglois et en françois, d'A. de La Motraye en diverses provinces et places de la Prusse ducale et royale, de la Russie, de la Pologne, etc., même illustrations mais regravées, La Haye, Adrien Moetjens, 1732 — édition bilingue corrigée dédiée au comte de Chesterfield : en ligne, 492 pages.
- Remarques historiques et critiques sur l’ « Histoire de Charles XII » par M. de Voltaire, pour servir de supplément à cet ouvrage, par M. de La Motraye, Londres, M. E. David, 1732.